# Alexander McKay Falls
Die Alexander McKay Falls sind ein zweistufiger Wasserfall in der Region Otago auf der Südinsel Neuseelands. Er liegt im Oberlauf des Sixteen Mile Creek südlich der Gipfel der bis zu 2525 m hohen Centaur Peaks im nördlichen Teil der Richardson Mountains der Neuseeländischen Alpen. Seine Gesamtfallhöhe beträgt 155 Meter mit einer 115 Meter und einer 40 Meter hohen Fallstufe.
Namensgeber des Wasserfalls ist der aus Schottland stammende neuseeländische Geologe und Mineraloge Alexander McKay (1841–1917).